# Bataille de Sébastopolis
Guerres byzantino-omeyyades
Batailles
- 1er Constantinople
- Sébastopolis
- Carthage
- Tyane
- 2e Constantinople
- Nicée
- Akroinon

La bataille de Sébastopolis oppose en 692 l'Empire byzantin au Califat omeyyade. Les Byzantins sont menés par Léonce et comportent également un contingent slave d'Asie mineure de 30 000 hommes mené par leur chef Néboulos. Le général omeyyade Muḥammad ibn Marwān réussit à convaincre près de 20 000 Slaves de déserter, ce qui conduit à la défaite byzantine. Certaines sources rapportent qu'à la suite de cette défaite, l'empereur byzantin Justinien II massacre les Slaves restants, incluant femmes et enfants. Mais les spécialistes modernes ne considèrent pas ce récit comme fiable.